# Christian Di Maggio
 (février 2018).
Si vous disposez d'ouvrages ou d'articles de référence ou si vous connaissez des sites web de qualité traitant du thème abordé ici, merci de compléter l'article en donnant les références utiles à sa vérifiabilité et en les liant à la section « Notes et références ».
Christian Di Maggio (29 juin 1941 à Alger - 4 septembre 1993 à Montpellier), né Christian Di Maccio, est un accordéoniste de concert français.
Il commence sa carrière en France et enseigne à la Schola Cantorum de Paris au début des années 1970.
Sa carrière se poursuit au Canada et, dès le début des années 1980, aux États-Unis.
Il a enregistré plusieurs albums et aussi des musiques de film.

## Filmographie
- 1964 : Histoire d'un instrument (série télévisée)